# 白冰 (1968年)
白冰（1968年10月—）汉族，甘肃人，毕业于中共中央党校、西北师范大学，现任甘肃省玉门市副市长。

## 生平
1968年，白冰出生在甘肃省金塔县，白冰毕业于中共中央党校、西北师范大学，主攻经济管理。
1987年9月，白冰参加工作，他在1995年10月加入中国共产党。
1987年9月到1988年9月，白冰在酒泉市怀茂中学担任教师一年时间。
1988年9月，白冰调到酒泉市文化局工作，直到1993年7月。
1993年7月，白冰被擢升为酒泉市房管局科长。
2002年10月，白冰再度被擢升为甘肃省玉门市副市长。